# Schwadorf
Schwadorf osztrák mezőváros Alsó-Ausztria Bruck an der Leitha-i járásában. 2022 januárjában 2250 lakosa volt. 

## Elhelyezkedése

Schwadorf a Bruck an der Leitha-i járásban

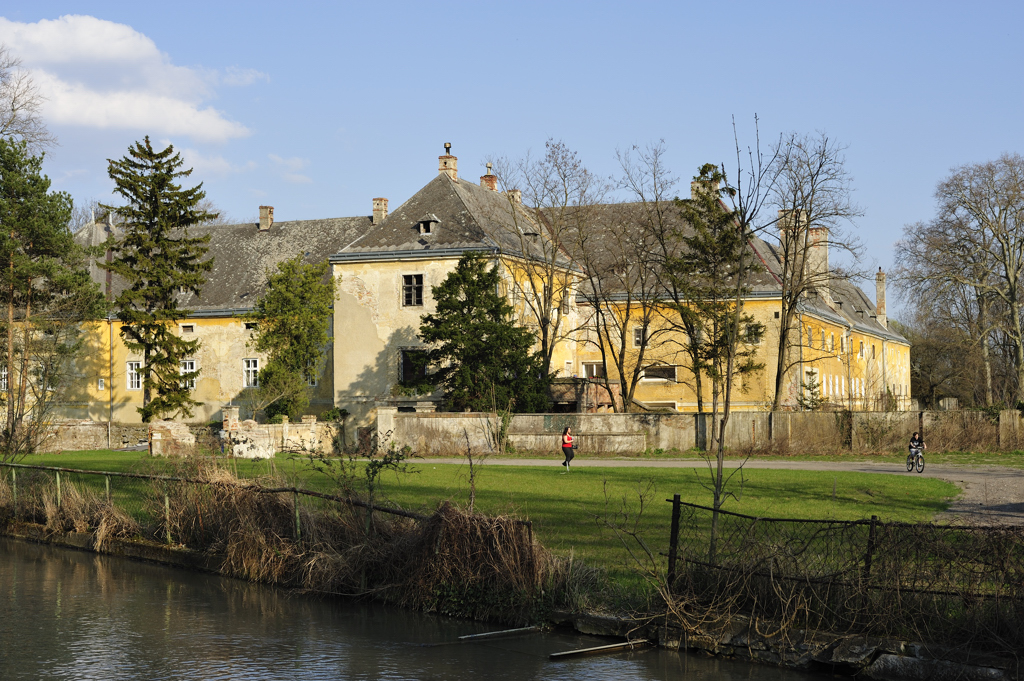
A schwadorfi kastély

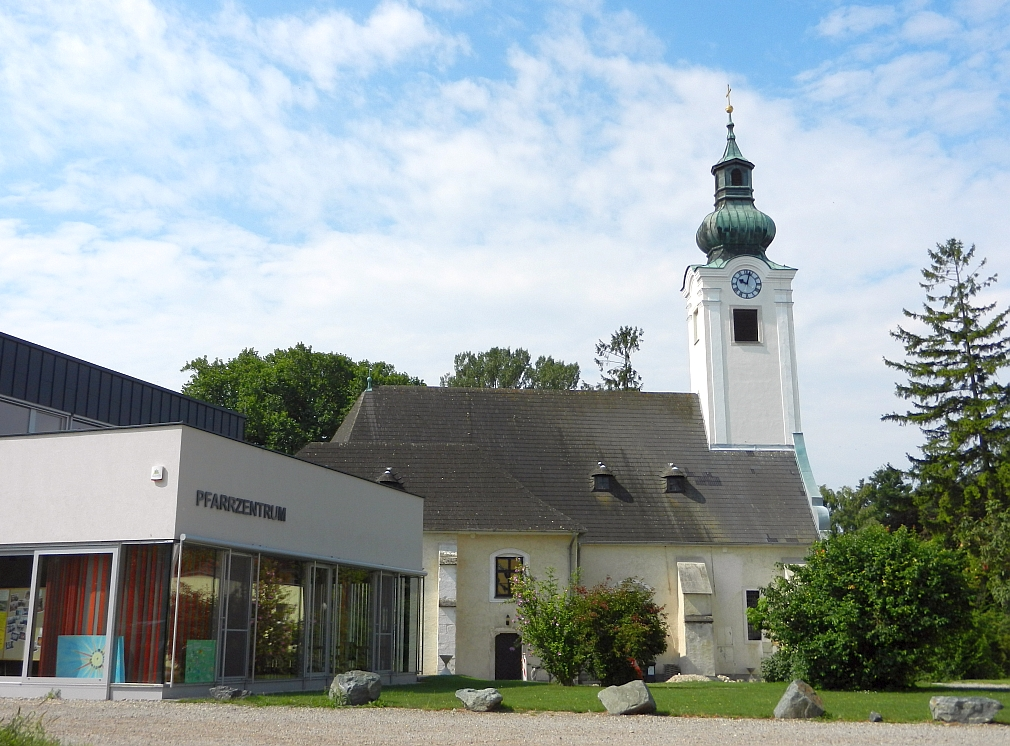
A Mária mennybevétele-plébániatemplom

Schwadorf a tartomány Industrieviertel régiójában fekszik, a Bécsi-medencében, a Fischa folyó mentén. Területének 12,9%-a erdő, 66,1% áll mezőgazdasági művelés alatt. Az önkormányzathoz egyetlen település tartozik.
A környező önkormányzatok: északra Klein-Neusiedl, délkeletre Enzersdorf an der Fischa, délnyugatra Ebergassing, nyugatra Rauchenwarth, északnyugatra Schwechat.

## Története
1927 október 8-án erős földrengés rázta meg Schwadorfot, szinte valamennyi épületét megrongálta és többet romba döntött. 
Az 1938-as Anschlusst követően létrehozták Nagy-Bécset és többek között Schwadorfot is a főváros 23. kerületéhez csatolták. A község 1954-ben nyerte vissza önállóságát, amikor az akkor létrehozott Bécskörnyéki járáshoz kapcsolták. A járás 2016-ban megszűnt, azóta a Bruck an der Leitha-i járás része. 
Schwadorfot 1989-ben emeleték mezővárosi rangra. 

## Lakosság
A schwadorfi önkormányzat területén 2022 januárjában 2250 fő élt. A lakosságszám 1981 óta gyarapodó tendenciát mutat. 2020-ban az ittlakók 84,7%-a volt osztrák állampolgár; a külföldiek közül 1,6% a régi (2004 előtti), 5,7% az új EU-tagállamokból érkezett. 6,8% az egykori Jugoszlávia (Szlovénia és Horvátország nélkül) vagy Törökország, 1,2% egyéb országok polgára volt. 2001-ben a lakosok 67,6%-a római katolikusnak, 4% evangélikusnak, 3,5% ortodoxnak, 8,2% mohamedánnak, 15,3% pedig felekezeten kívülinek vallotta magát. Ugyanekkor 12 magyar élt a mezővárosban; a legnagyobb nemzetiségi csoportokat a németek (83,9%) mellett a törökök (6,2%), a horvátok (3,3%) és a szerbek (2,4%) alkották.
A népesség változása:

| 2016 | 2 048 |
| 2018 | 2 180 |

## Látnivalók
- a schwadorfi kastély
- a Mária mennybevétele-plébániatemplom
- az 1691-ben emelt pestisoszlop

## Fordítás
- Ez a szócikk részben vagy egészben  a   Schwadorf című német Wikipédia-szócikk ezen változatának fordításán alapul.  Az eredeti cikk szerkesztőit annak laptörténete sorolja fel. Ez a jelzés csupán a megfogalmazás eredetét és a szerzői jogokat jelzi, nem szolgál a cikkben szereplő információk forrásmegjelöléseként.